# Bad Münder am Deister
Bad Münder am Deister er en by og kommune i det centrale Tyskland, beliggende under Landkreis Hameln-Pyrmont i delstaten Niedersachsen. Kommunen ligger på sydsiden af det 405 meter høje bakkedrag Deister, omkring 15 km nordøst for Hameln.

## Geografi
Bad Münder er beliggende i Sünteldalen ved Bundesstraße 442. Området er omgivet af de skovklædte småbjerge Deister og Süntel i Weserbergland, nord for Hameln. Floden Hamel løber gennem byen.
Bad Münder har siden områdereformen (fra 1. januar 1973) hørt under Landkreis Hameln-Pyrmont og består af nedenstående 16 kommunedele og landsbyer:
| - Bad Münder - Bakede - Beber - Böbber | - Brullsen - Egestorf (Süntel) - Eimbeckhausen - Flegessen | - Hachmühlen - Hamelspringe - Hasperde - Klein Süntel | - Luttringhausen - Nettelrede - Nienstedt - Rohrsen |

## Eksterne kilder og henvisninger
- Wikimedia Commons har flere filer relateret til Bad Münder am Deister